# 卡托利卡

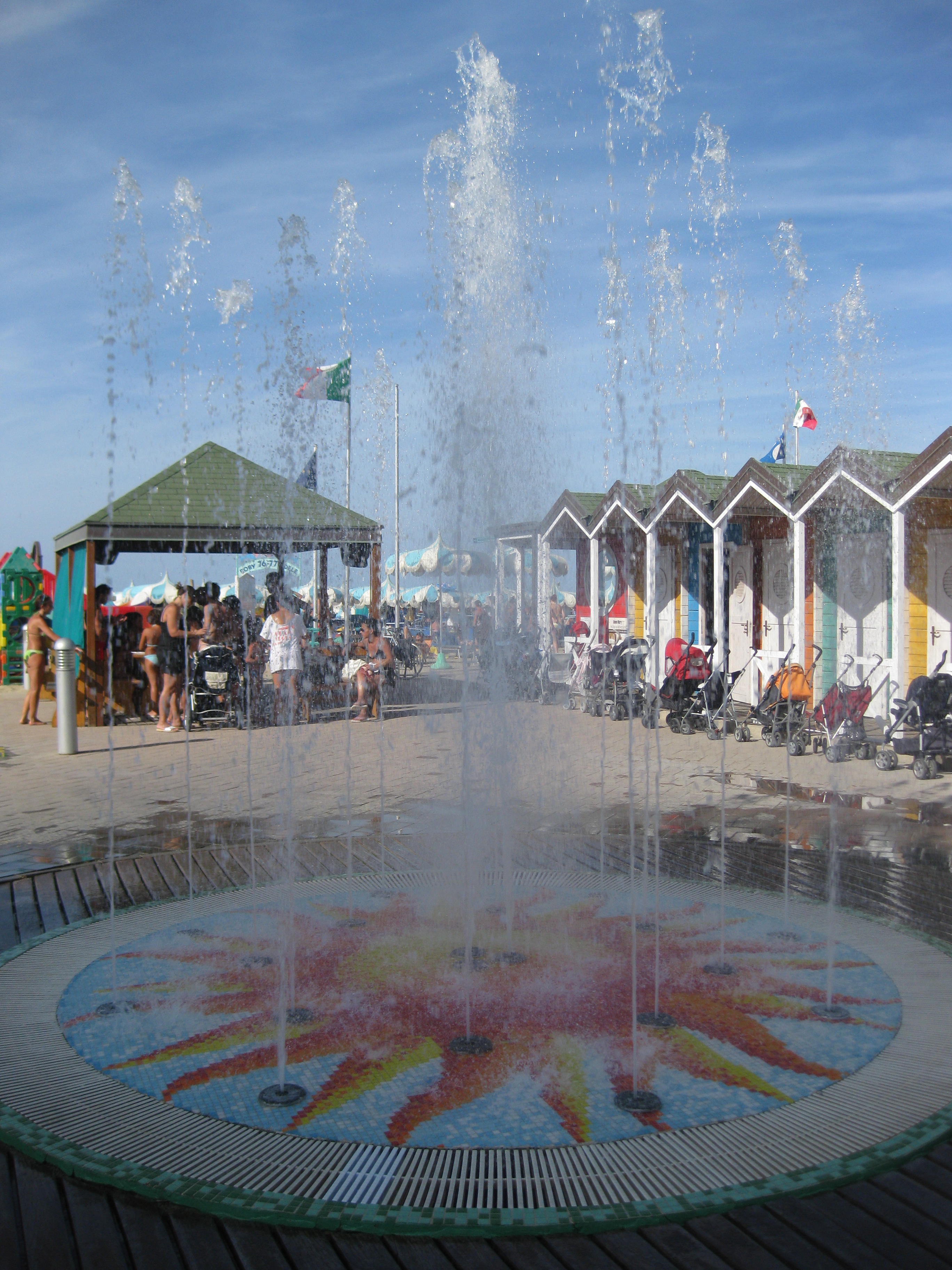

卡托利卡是意大利艾米利亚-罗马涅大区里米尼省的一个镇，面积5平方公里，人口16,233人（2007年）。

## 友好城市
- 意大利科尔蒂纳丹佩佐
- 捷克霍多宁
- 法国圣迪耶
- 法国Faches-Thumesnil